# Milena Holcová
Milena Holcová (*18. března 1954 Brno) je česká spisovatelka. Je autorkou knih, které byly inspirovány jejím cestováním, pozornost věnovala i problémům mezilidským a filozofickým.

## Život a dílo
Narodila se v Brně jako Milena Oulehlová.  Po maturitě na Gymnáziu Matyáše Lercha v Brně vystudovala Právnickou fakultu Masarykovy univerzity. Pracovala jako právnička, po revoluci v roce 1989 začala s rodinou cestovat a stala se cestovatelkou a spisovatelkou.
V autobiografické prvotině Nech tu děti a zmiz popsala manželskou krizi i nový partnerský vztah. Ze svých cestovatelských cest čerpala při psaní cestopisných reportáží, které vycházely v časopisech a pak i knižně. Pobývala mezi mongolskými pastevci, africkými Masaji, zambijskými venkovany, islandskými farmáři, americkou střední vrstvou, laponskými intelektuály, afgánskými táliby, poznala orinocké a mexické indiány, domorodce v Laosu i venkovany na Kubě aj. Své životní zkušenosti zpracovala v knihách Za humny nejsou lvi, Věčný striptýz, Romance na tři doby a Přezrálé broskve aj. Její poslední knihy jsou portréty zakladatelů islámu Já nic, já Mohamed a budhismu Buddha…ale to je jedno.
Napsala také scénáře pro televizní cyklus Soukromé pasti.